# Zhongguancun
Zhongguancun (中关村; Zhōngguāncūn) är en stadsdel i stadsdistriktet Haidian i Peking i Kina. Zhongguancun är ett nav inom teknikutveckling och forskning med fokus på informationsteknik, och benämns ibland "Kinas Silicon Valley". För turister är Zhongguancun huvudsakligen känt för dess stora elektronikmarknader. Zhongguancun ligger i nordvästra Peking längs nordvästar Fjärde ringvägen drygt 10 km nordväst om Himmelska fridens torg.
2013 fanns ungefär 20 000 teknikföretag representerade i Zhongguancun såsom Lenovo och Baidu. Runt Zhongguancun finns ungefär 40 högskolor och universitet såsom Pekinguniversitetet och Tsinghuauniversitetet.

## Historia
I oktober 1980 etablerad den kinesiska vetenskapsakademin en serviceavdelning för teknisk utveckling i Zhongguancun. I slutet av 1986 hade 100 privata vetenskapliga och teknologiska företag med fokus på utveckling och marknadsföring av elektronik växt upp i Zhongguancun. 1988 etablerade statliga Beijing New Technology Industrial Development Trial Zone som i juni 1999 följdes en statliga Zhongguancun Scientific and Technology Park, vilket var den första högteknologiska industriutvecklingszonen i Kina.
| Pekings tunnelbana |         |                        |
|                    | Linje 4 | Zhongguancun (中关村） |